# Мис Аніва
46°01′12″ пн. ш. 143°24′51″ сх. д. / 46.02° пн. ш. 143.41416666667° сх. д.
Ані́ва — скелястий мис в Охотському морі, південно-східний край Тоніно-Анівського півострова і всього острова Сахаліну; північний вхідний мис східного входу в протоку Лаперуза. Територія Корсаковського міського округу Сахалінської області Російської Федерації. Відкритий і описаний у 1805 році офіцерами першої російської навколосвітньої подорожі на «шлюпі Надія» під командуванням капітан-лейтенанта Івана Федоровича Крузенштерна.
Мис високий, його кінцівку утворюють круті і повністю оголені утьоси з зубчатими вершинами. У 1939 році на скелі Сивучій, поруч з мисом, був споруджений маяк — 7-ми поверхова башта висотою 31 м.